# Olivetti ET 351
Olivetti ET (Electronic Typing) 351 è una macchina per scrivere elettronica della Olivetti, nata nel 1980 dal progetto di Filippo Demonte, Gianluigi Ponzano e Mario Bellini. È particolarmente interessante perché per le sue caratteristiche è a metà strada tra una macchina per scrivere e un sistema di scrittura.

## La macchina per scrivere
Come per la Olivetti ET 121, prodotta sempre dal 1980, la mancanza iniziale di concorrenza fu una delle cause del grande successo di questa macchina, insieme al fatto che per la scrittura l'uso del computer, che pur cominciava a diffondersi, era troppo dispendioso, e all'uso semplice, nonché la sicurezza data dalla rete di distribuzione Olivetti. Altro fattore di successo fu il fatto che la macchina consentì alle dattilografe una facile transizione dalle vecchie macchine per scrivere ai nuovi sistemi di scrittura. 
La particolarità e caratteristica innovativa della macchina da scrivere ET 351  è il fatto di essere integrata con una unità centrale in cui era possibile inserire uno o due floppy disk; a diversificarla da un sistema di scrittura è la mancanza di uno schermo video, ma è presente di un display di 40 caratteri.
Nel 1981 esce inoltre una nuova versione della macchina, con cui si potevano inviare e ricevere telex, collegandosi alle reti pubbliche.
Nella macchina è presente un sistema di stampa a margherita intercambiabile.
La versione italiana della macchina utilizza il layout QZERTY, anche se sono state prodotte versioni con disposizioni differenti di tasti a seconda della lingua a cui erano rivolte.